# Týniště (okres Plzeň-jih)
Obec Týniště (německy Tinischt) se nachází v okrese Plzeň-jih, kraj Plzeňský. Žije zde 53 obyvatel.

## Historie obce Týniště
První písemná zmínka o obci pochází z roku 1379.
Starostové obce Týniště po osamostatnění:
- 1990–2006: p. Macháček Jan
- 2006-2017: p. Kasl Lubomír
- od 2017: p. Kot Kamil